# バルチク
座標: 北緯43度25分 東経28度10分 / 北緯43.417度 東経28.167度

バルチク
Балчик
Balçıkバルチク ブルガリア内のバルチクの位置

バルチク（ブルガリア語: Балчѝк / Balchik、ギリシャ語:Κρουνοι / KrounoiあるいはΔιονυσοπολις / Dionysopolis、トルコ語:Balçık、ルーマニア語:Balcic）は、ブルガリア北東部の町、およびそれを中心とした基礎自治体。ドブリチ州に属する。黒海沿岸に位置する南ドブルジャ地方の町であり、海岸沿いのリゾート地である。ヴァルナから北に42キロメートル、のところにある。町は海岸に沿ってドブルジャ台地の上に広がっている。

## 歴史

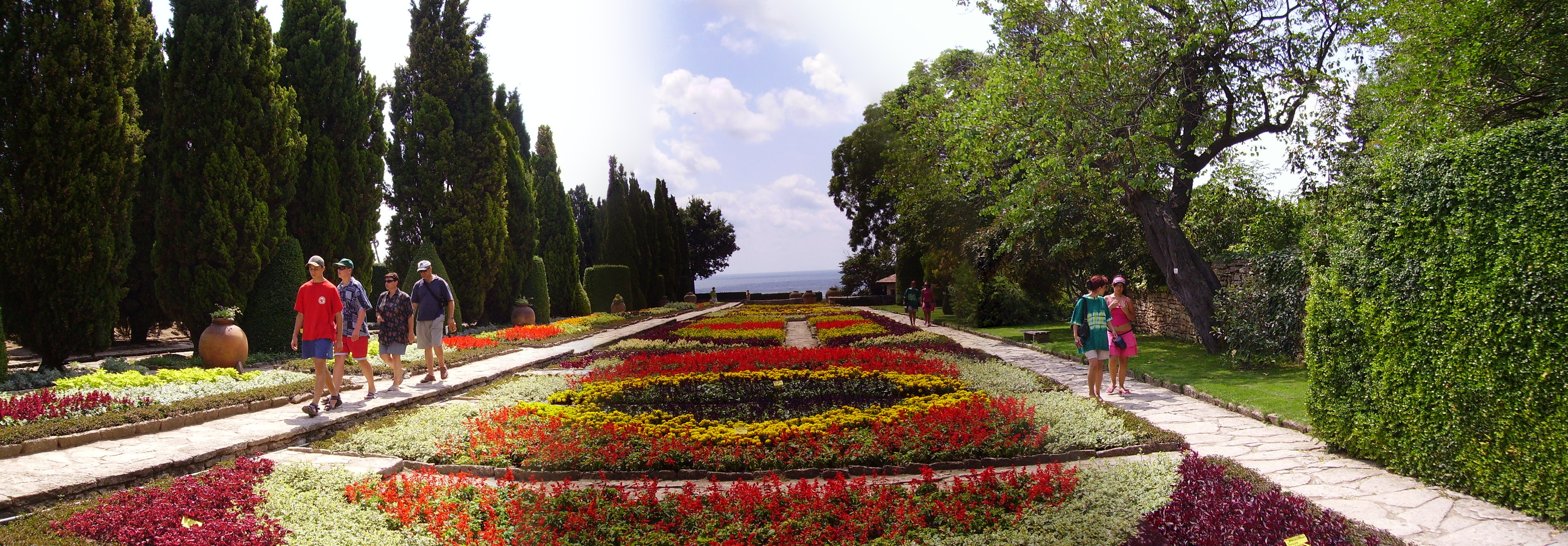
バルチク植物園

### 古代・中世
古代ギリシアの植民地クルーノイ（Κρουνοι / Krounoi）、あるいはヘレニズム時代末期から東ローマ帝国時代にかけては神話上の人物ディオニューソスの名をとってディオニュソポリス（Διονυσοπολις / Dionysopolis）と呼ばれていた。この町は、トラキア人の集落の跡地に建てられた要塞であった。オスマン帝国の統治下で、町は現行のバルチクの名で呼ばれるようになった。この呼称はガガウズ語の「小さな町」に由来するものと考えられる。また、別の説では、その呼称の起源をカルヴナ大公国（Principality of Karvuna）の統治者バリク（Балик / Balik）と関連付けている。

### ブルガリア解放以降
ブルガリア解放以降、バルチクは農業地帯の拠点として発展し、コムギの輸出拠点として、そして後にはビーチ・リゾート地として南隣のアルベナ（Албена / Albena）とともに発展した。その民族構成は大規模に変動しており、かつてはガガウス人とタタール人、トルコ人が大半であったが、現在ではブルガリア人が多数を占めている。しかしながら、町には今もなお多くのトルコ人が少数派として暮らしており、オスマン帝国時代のモスクはムスリムの住民のために使われている。1913年から1916年、および1919年から1940年まで、バルチクはルーマニアの統治下にあった。

## 観光

### バルチク宮殿
ルーマニア統治時代にはバルチク宮殿はルーマニア王妃マリアとその直近の家族のお気に入りの夏の避暑地であった。マリアのオリエンタル・ヴィラには、彼女の遺言に従って、心臓が収められていた。1940年のクラヨーヴァ条約によって南ドブロジャがブルガリアに返還されると、マリアの心臓はルーマニアに移送された。バルチク宮殿と隣接するバルチク植物園は、町の重要な観光名所となっている。

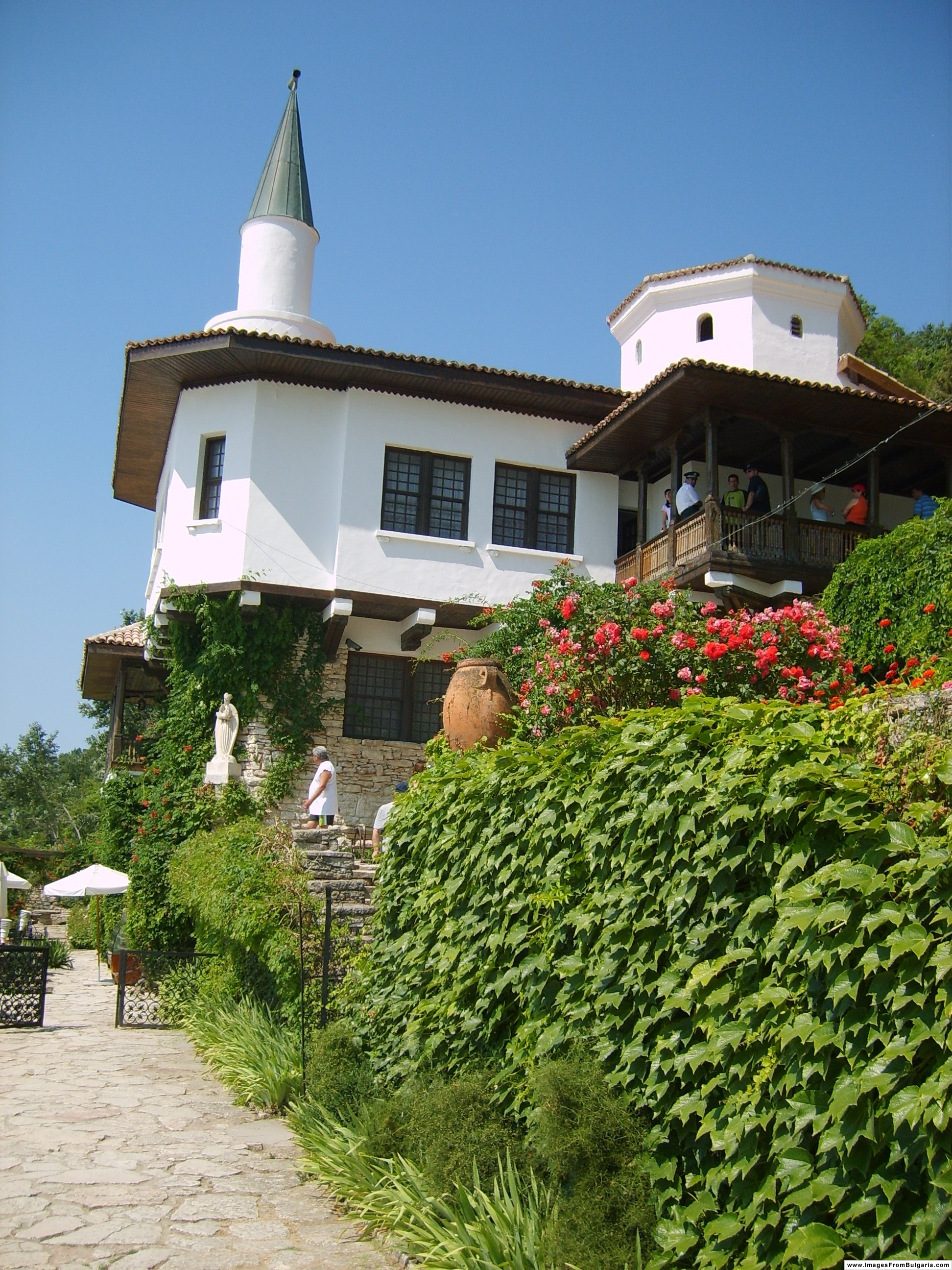
バルチク宮殿の一角
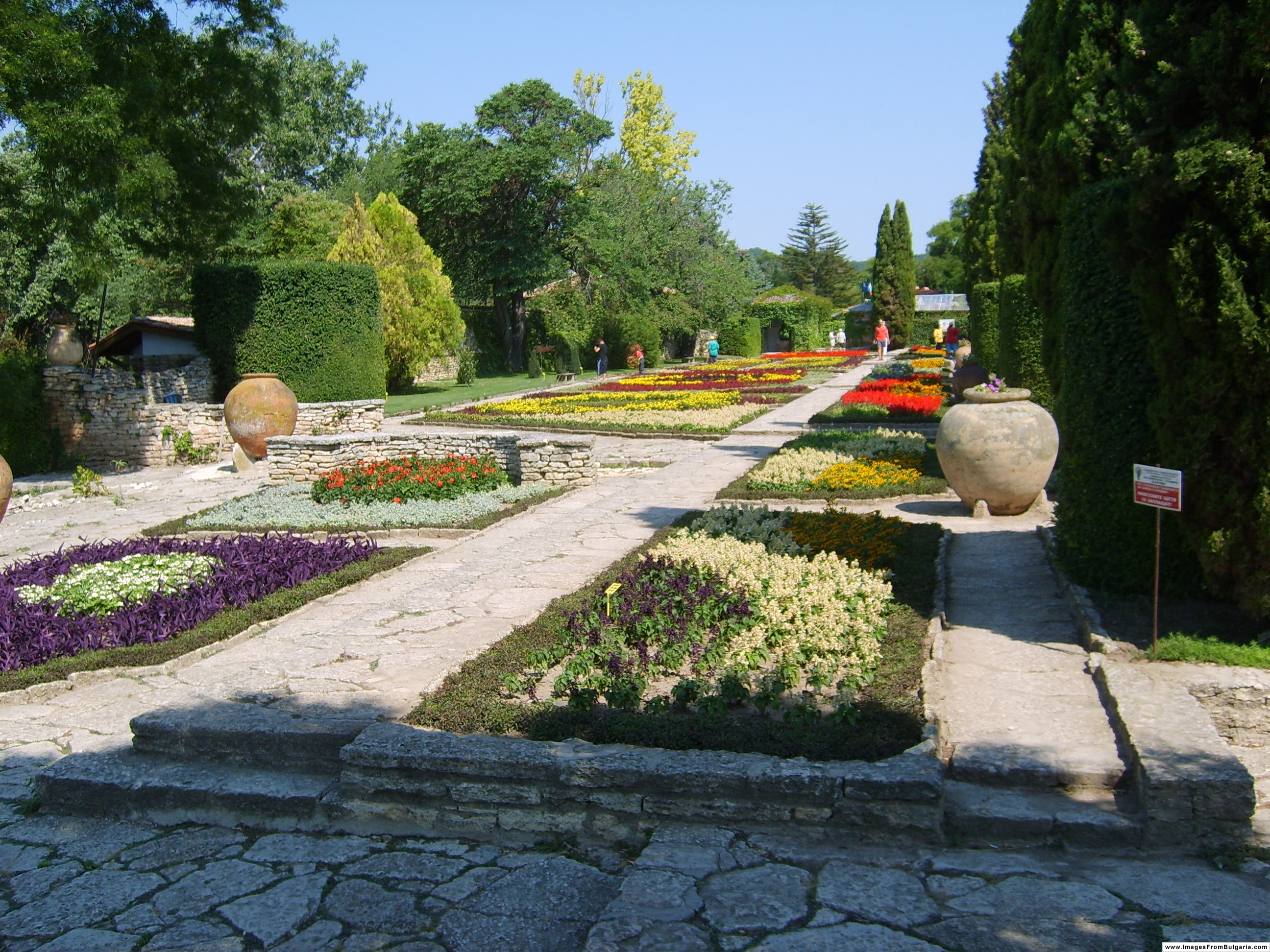
バルチク宮殿の庭園
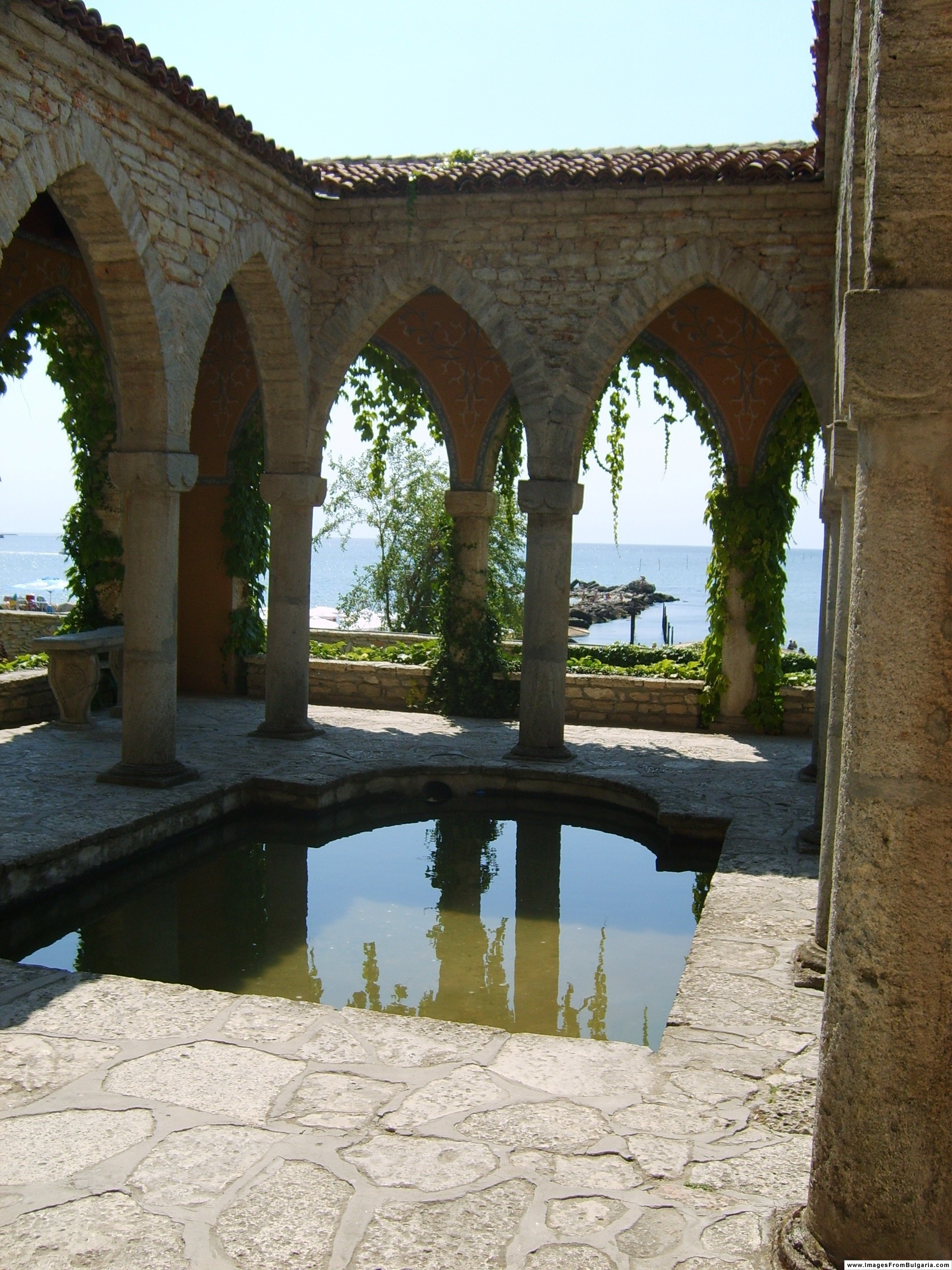
バルチク宮殿の浴場

### ゴルフ・コース
隣接するカヴァルナには、18ホールのゴルフ・コース3つがあり、2つはゲーリー・プレーヤーにより、1つはイアン・ウーズナムによってデザインされた。

### アルベナ

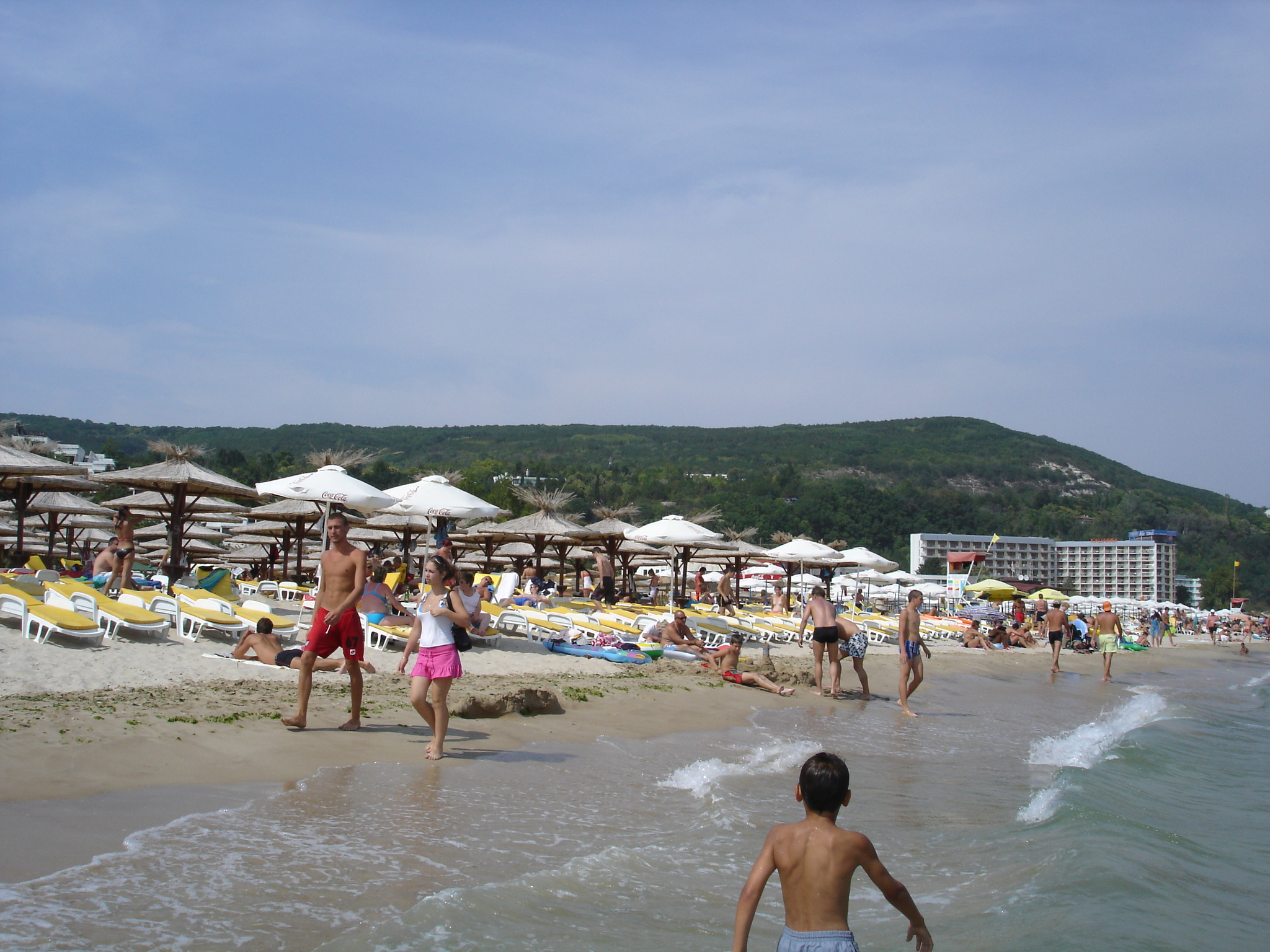
黒海に面するアルベナの砂浜

アルベナ（Албена / Albena）は、バルチク自治体にある村落であり、バルチクの町から12キロメートル、ヴァルナから30キロメートル離れている。ヴァルナ空港にも近い。
アルベナは黒海沿いの観光地として建設され、統一感ある独特の建築が並ぶ。多くのホテルが海岸に沿って林立し、たっぷりの太陽の光を受け、砂浜、海へ直接立ち入ることができるようになっている。アルベナからは他の観光地、文化的・経済的拠点と短距離で結ばれており、また多くの自然にも恵まれている。1960年代まで無人の地に建設された観光地であるが、現在は独自の町の中心をもったリゾート街であり、域内交通も整備され、域内を定期的に巡回する小型の鉄道交通もある。
リゾート地は長さ5キロメートル、幅150メートルにわたって広がる砂浜であり、良質できれいな砂を持っている。海水は通常、清浄で透き通っており、おだやかで、暖かい。海岸から100メートルないし150メートルの範囲で深度は1.6メートルを超えることはない遠浅の浜となっている。訪問者は現代的な43のホテルを選ぶことができ、うち数個はベッド数2万を超える。ホテルの多くは自前のプールを持っている。
ホテルからは、海側には美しい海岸を、山側にはバルタタ国立保護区（Балтата / Baltata）を望み、濃密な森林と海の眺めを同時に楽しむことができる。海の気候条件は温厚であり、空気は澄んでいる。観光シーズンは5月から10月であり、この間は海と砂浜を楽しむことができる。加えてアルベナには温泉もある保養地となっており、年中通して営業している宿泊施設もある。摂氏30度程度の温泉が湧き出ており、成分にはカルシウムおよびマグネシウムの炭水化物が含まれる。
訪問者は、サッカーのフィールドや乗馬施設などのスポーツ施設を利用でき、多くの文化イベントや会議などが開かれる。
このリゾート地は、ブルガリアの作家ヨルダン・ヨフコフ（Йордан Йовков / Yordan Yovkov）の作品に登場する女性の名前にちなんでつけられた。アルベナは、ブルガリア語の女性人名である。

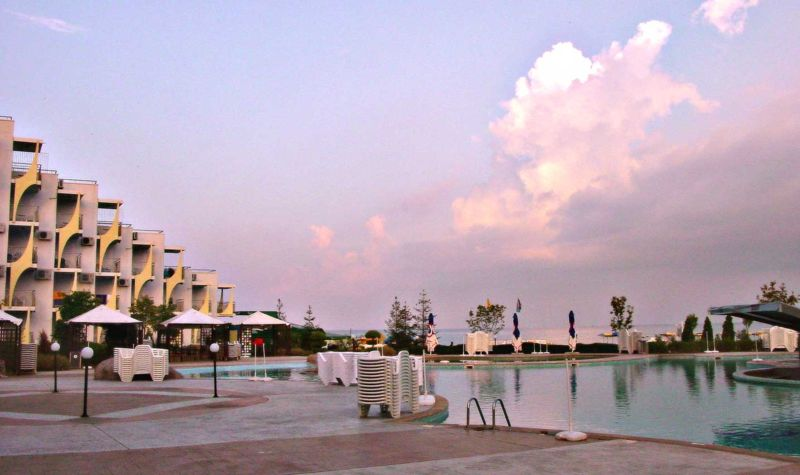
アルベナの夕方の景色
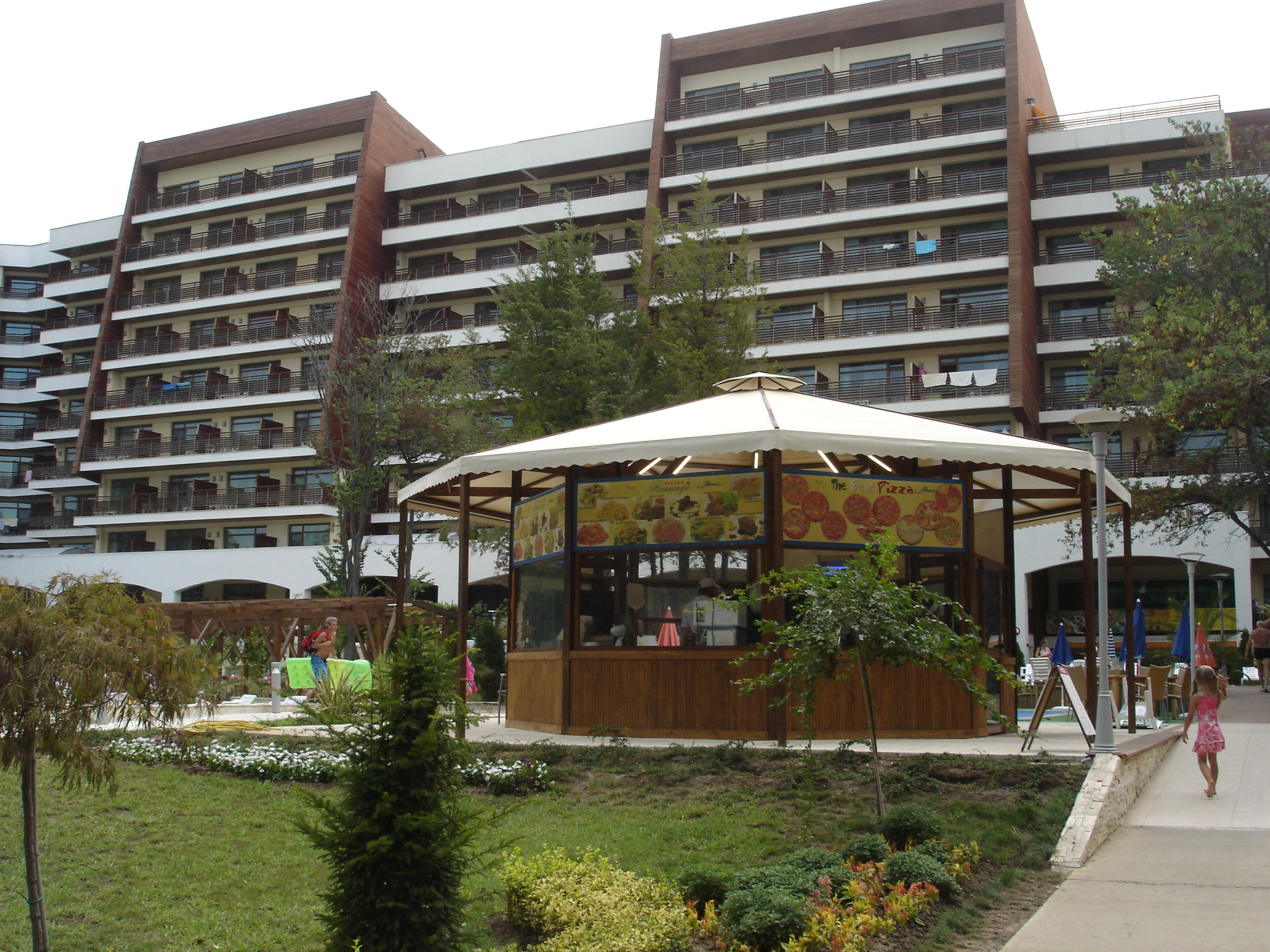
海に面するリゾートホテルのひとつ

## その他
- フランシス・フォード・コッポラは『コッポラの胡蝶の夢』の撮影のために11日間バルチクに滞在した。
- 南極大陸のバルチク峰（Balchik Ridge）はバルチクにちなんで名づけられた。

## 町村
バルチク基礎自治体（Община Балчик）には、その中心であるバルチクをはじめ、以下の町村（集落）が存在している。
- Албена（アルベナ）
- Балчик
- Безводица
- Бобовец
- Брястово
- Гурково
- Дропла
- Дъбрава
- Змеево
- Карвуна
- Кранево
- Кремена

- Ляхово
- Оброчище
- Преспа
- Рогачево
- Сенокос
- Соколово
- Стражица
- Тригорци
- Храброво
- Царичино
- Църква

## 姉妹都市
- en:Armutalan、トルコ
- en:Bran, Brașov、ルーマニア
- en:Mangalia、ルーマニア
- en:Stará Ľubovňa、スロバキア
- en:Hagfors、スウェーデン
- チェシン、ポーランド